# Armée d’Alsace

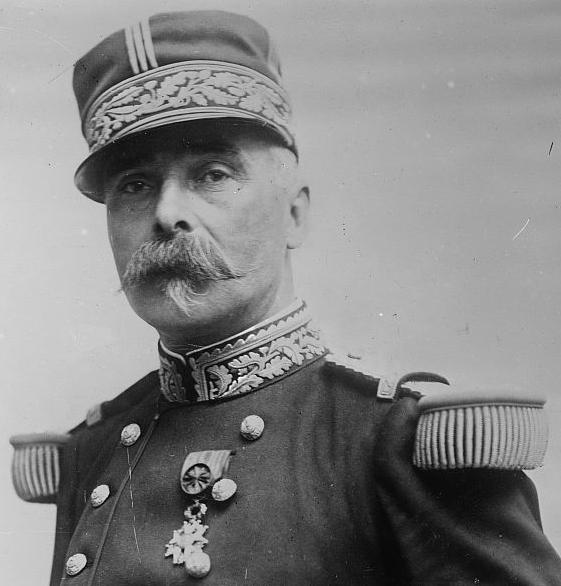
Der Oberbefehlshaber der Armée d’Alsace, Paul Pau

Die Armée d’Alsace (dt. Elsass-Armee) war eine Armee des französischen Heeres im Ersten Weltkrieg, die nur kurzzeitig im August 1914 bestand und in dieser Zeit in die Grenzkämpfe im Elsass verwickelt war.

## Geschichte
Die Armee wurde am 11. August 1914 auf Befehl des Grand Quartier Général vom Vortag aus dem VII. Armeekorps (General Bonneau) und der 1. Gruppe von Reservedivisionen (General Archinard) sowie der 8. Kavalleriedivision unter dem Befehl von General Paul Pau im oberen Elsass gebildet. Dies geschah, nachdem General Joffre entschieden hatte, die 1. Armee gemeinsam mit der 2. Armee am Angriff auf Lothringen teilnehmen zu lassen. Das VII. Armeekorps (Friedensstandort Besançon) war zuvor aus dem Raum Col de la Schlucht bis Schweizer Grenze auf deutsches Gebiet (Reichsland Elsass-Lothringen) vorgedrungen und hatte kurzzeitig Mülhausen besetzt, sich vor einem deutschen Gegenangriff aber am 9. August wieder auf die Linie Altkirch–Thann zurückziehen müssen (Gefecht bei Sennheim-Mühlhausen). Ein neuerlicher Angriff auf Mülhausen – durch die Armée d’Alsace – sollte die Deutschen von dem für den 14. August angesetzten Hauptangriff des rechten französischen Heeresflügel (1. und 2. Armee) auf Lothringen ablenken. Die Armée d’Alsace wurde hierfür durch die Zuführung von Teilen der aufgelösten Armée des Alpes verstärkt.

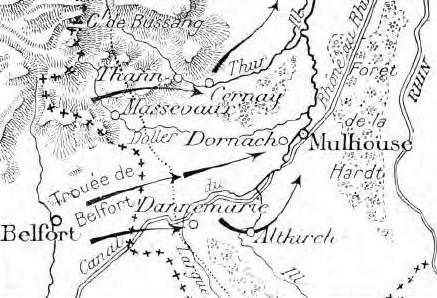
Zweite französische Eroberung Mülhausens

Ziel von General Pau war ein Vorstoß über die Pässe der Vogesen und durch die Burgundische Pforte bis in die Gegend von Colmar in der Elsässischen Ebene. Die am 14. des Monats begonnene Operation verlief zunächst wie gewünscht: Nachdem die Franzosen Mülhausen in schweren Häuserkämpfen erneut eingenommen (19. August) und stellenweise die Ill überschritten hatten, konnten sie bis zum 22. in die Außenbezirke von Colmar vordringen. Zu dieser Zeit begannen sich aber bereits die Niederlagen der übrigen französischen Armeen in den Grenzschlachten abzuzeichnen, und die Armée d’Alsace musste sich zurückziehen und Teile ihrer Truppen an diese abgeben. Das VII. Armeekorps wurde zur Aufstellung der neuen 6. Armee im Raum Paris benutzt, die 1. Reservedivisionsgruppe aufgelöst und ihre Divisionen anderweitig verteilt. Die übriggebliebenen Truppen – lediglich in Stärke von etwa zwei Divisionen – wurden am 28. August zum Groupement des Vosges umgebildet, aus dem im Oktober 1914 das XXXIV. Armeekorps hervorging.